# Global Financial Centre (Шэньян)
Global Financial Centre («Шэньян Глобал Файнэншл Сентр», также известен как Shenyang GFC и Pearl of the North) — многофункциональный комплекс небоскрёбов, расположенный в китайском городе Шэньян. Первая фаза построена в 2014—2018 годах в стиле модернизма, вторую фазу планируется завершить в 2024 году. По состоянию на 2022 год башня № 2 Baoneng Shenyang Global Financial Centre являлась вторым по высоте зданием города, 72-м по высоте зданием Китая, 83-м — Азии и 135-м — мира. 
Архитекторами комплекса выступили британская фирма Atkins, канадская фирма WSP Global, китайская фирма RBS Architectural и Шэньчжэньский институт архитектурного дизайна и исследований, застройщиком — China Construction Third Engineering, владельцем является шэньчжэньский конгломерат Baoneng Group (Baoneng Real Estate Development).  

## География
Комплекс Global Financial Centre расположен в центральном деловом районе Шэньхэ, южнее Ляонинской телебашни и западнее Молодёжного парка, вдоль Молодёжного проспекта, известного как «Золотой коридор» Шэньяна (на нём сконцентрированы люксовые отели, магазины, рестораны и офисы мировых компаний). Комплекс состоит из двух сверхвысоких офисных башен, пяти жилых башен с престижными апартаментами и обширного подиума, занятого торгово-развлекательным центром.

## Структура

### Первая очередь
- 56-этажная жилая башня Baoneng Shenyang Global Financial Centre Tower 3 (200 м)[6][7].
- 56-этажная жилая башня Baoneng Shenyang Global Financial Centre Tower 4 (200 м)[8][9].
- 56-этажная жилая башня Baoneng Shenyang Global Financial Centre Tower 5 (200 м)[10][11].
- 56-этажная жилая башня Baoneng Shenyang Global Financial Centre Tower 6 (200 м)[12][13].
- 56-этажная жилая башня Baoneng Shenyang Global Financial Centre Tower 7 (200 м)[14][15].

### Вторая очередь
- 114-этажная офисная башня Global Financial Center Tower 1 (568 м)[16][17].
- 80-этажная офисно-гостиничная башня Global Financial Centre Tower 2 (328 м)[18][19][20].